# Mozena brunnicornis
Mozena brunnicornis är en insektsart som först beskrevs av Herrich-Schaeffer 1840.  Mozena brunnicornis ingår i släktet Mozena och familjen bredkantskinnbaggar. Inga underarter finns listade i Catalogue of Life.